# Bolboși
Bolboși est une commune roumaine située dans le județ de Gorj.